# Rio Bucerdea
O Rio Bucerdea é um rio da Romênia afluente do Rio Ampoi, localizado no distrito de Alba.